# Monteynard-Talsperre
Die Monteynard-Talsperre (französisch Barrage de Monteynard) ist eine Talsperre in der Region Auvergne-Rhône-Alpes 25 km südlich von Grenoble in Frankreich. Sie wurde 1955 bis 1962 im Département Isère zwischen den Orten Monteynard und Avignonet gebaut. Die 135 m hohe Bogenstaumauer staut den Drac zum 6,6 km² großen Lac de Monteynard auf. Das Wasserkraftwerk im Fuß der Talsperre kann eine Leistung von 364 MW in das Hochspannungsnetz einspeisen.

## Geschichte
Bereits zu Beginn des 20. Jahrhunderts wurden Kraftwerke am Drac gebaut. So wurde 1901 das Kraftwerk Champ-sur-Drac 1 und 1902 das Kraftwerk Avignonet, das als eines der großen französischen Projekte vor dem Ersten Weltkrieg gilt, in Betrieb genommen. 1930 wurden die Möglichkeiten der energetischen Nutzung des Alpenflusses neu bewertet, denn die tiefen Schluchten, die der Drac durchfließt, boten eine günstige Gelegenheit für den Bau einer Kraftwerkskaskade mit vier großen Staudämmen bei Sautet, Saint-Pierre-Cognet, Monteynard und Notre-Dame-de-Commiers. Als erstes wurde der Staudamm und das Kraftwerk Saudet gebaut. Die Anlage ist der Kopfspeicher der Kaskade und ging 1935 in Betrieb. Die zweite Stufe bildet das Hochdrucklaufwasserkraftwerk Cordéac, das 1946 in Betrieb ging. In Saint-Pierre-Cognet entsteht eine weitere Talsperre, deren Kraftwerk 1957 in Betrieb geht.
Der Bau der Monteynard-Talsperre gestaltete sich schwierig, weil der Grund der engen und tiefen Schlucht nur schwer zugänglich war und instabile Felsen enthielt. Das Kraftwerk Monteynard wurde im April 1962 in Betrieb genommen. Der erste vollständige Aufstau des Lac de Monteynard erfolgte im April 1963, wobei das Kraftwerk Avignonet von 1902 geflutet wird. Bei ihrer Fertigstellung war die Monteynard-Talsperre nach Serre-Ponçon-Talsperre der zweitgrößte künstliche Staudamm Frankreichs.

## Technik
Die Bogenstaumauer hat ein Volumen von 455 000 m³. Im Fuss der Staumauer befindet sich das Maschinenhaus des Kraftwerks Monteynard. Auf der Luftseite der Staumauer sind die beiden Schussrinnen der Hochwasserentlastung angebracht. Im oberen Teil der Staumauer sind auf der Wasserseite die Einlaufbauwerke für die vier Maschinensätze mit Francis-Turbinen angeordnet. Sie werden über vier senkrechte, in die Mauer eingelassene Druckschächte mit einer Fallhöhe von 127 m versorgt.